# Twarda Góra
Twarda Góra (niem. Hardenberg) – wieś kociewska w Polsce położona w województwie kujawsko-pomorskim, w powiecie świeckim, w gminie Nowe, przy trasie magistrali węglowej Śląsk-Porty (do momentu wstrzymania ruchu kolejowego na linii do Nowego stacja była węzłem kolejowym). Miejscowość wchodzi w skład sołectwa Rychława. Według Narodowego Spisu Powszechnego (III 2011 r.) wieś liczyła 660 mieszkańców. Jest drugą co do wielkości miejscowością gminy Nowe.
W latach 1975–1998 miejscowość administracyjnie należała do województwa bydgoskiego.

## Wypadki kolejowe
- 2 listopada 1998 – pożar wagonów z epichlorohydryną[4].
- 14 listopada 2004 – wykolejenie dwóch wagonów cystern (jeden wagon załadowany kwasem siarkowym, a drugi próżny nieoczyszczony po kwasie chlorowodorowym).